# Powell Rock
Der Powell Rock ist ein kleiner und vom Meer überspülter Rifffelsen vor der Ostseite von Signy Island im Archipel der Südlichen Shetlandinseln. Er liegt 500 m nordöstlich des Balin Point vor der Einfahrt zur Starfish Cove.
Der norwegische Kapitän Petter Sørlle benannte ihn als Powellboen nach seinem Schiff, dem Walfänger Powell, mit dem er zwischen 1911 und 1912 nach geeigneten Ankerplätzen in den Gewässern um die Südlichen Orkneyinseln gesucht hatte. Der Falkland Islands Dependencies Survey identifizierte den Felsen 1947 anhand hier bei schwerer See beobachteter Sturzwellen. Das UK Antarctic Place-Names Committee übertrug Sørlles Benennung im Jahr 1955 ins Englische.